# دصيوريات
الدصيوريات  أو الدَّزيُورِيَّات أو جَثِيلْات الذنب (باللاتينية: Dasyuridae) هي فصيلة من الجرابيَّات تسكنُ قارة أستراليا وجزيرة غينيا الجديدة، تضمُّ 75 نوعاً و15 جنساً. العديد من أنواع هذه الفصيلة صغيرة الحجم وتُشبه القوارض في مظهرها، ممَّا أعطاها لقب الفئران الجرابيَّة، إلا أنَّ المجموعة تضمُّ بعض الحيوانات كبيرة الحجم، مثل الدصيور والشيطان التسماني اللَّذين يُقاربَان بحجميهما أحجام القطط. تعيش الدصيوريَّات في مجموعةٍ متنوِّعة من البيئات، بما فيها المروج العشبيَّة والغابات والجبال، كما تستطيع بعض أنواعها تسلُّق الأشجار والسِّباحة.

## التصنيف
- أسرة الدصيوراوات
  - قبيلة الدصيوراوية
    - الدصيور
    - الزبابة الجرابية
    - العرسة الجرابية الجديدة
    - شبيه الأنطكينوس
    - الكالوطة
    - الأنطكينوس الزائف
    - شيطان تسمانيا
    - مسننة جلكاء
    - الكواري
    - المولغارة
    - فأر جرابي ثلاثي الخطوط

  - قبيلة العرسات الجرابية
    - العرسة الجرابية
      - عرسة جرابية كثيفة الذيل
      - عرسة جرابية حمراء الذيل